# Sarah Connolly
Sarah Patricia Connolly (*1963, County Durham, Inglaterra) es una mezzosoprano británica destacada intérprete de Handel y música barroca y contemporánea.

## Trayectoria
Se educó en la Queen Margaret's School de York y en el Royal College of Music.  Durante cinco años fue miembro de los BBC Singers donde cantó jazz.
Al dejar el grupo comenzó a interesarse en ópera, debutando en 1994 en Der Rosenkavalier como Annina  Su consagración llegó como Serse (Xerxes) y como Giulio Cesare en el Festival de Glyndebourne  Debutó en el Covent Garden en el 2009, como Dido en Dido and Aeneas.
Ha cantado música contemporánea, de  Mark-Anthony Turnage’s Twice Through the Heart con  Oliver Knussen; Jonathan Harvey, John Tavener y otros, which was subsequently released in a 2002 commercial recording.
En septiembre del 2009, fue la solista de The Last Night of the Proms, cantando Mahler, jazz y Rule Britannia vestida como el Almirante Nelson
Connolly junto a su marido e hija Lily (*2003) vive en Gloucestershire, Cotswolds.
En 2017 fue nombrada Dama del Imperio Británico.
Se retira temporalmente en 2019 debido a tratamiento por cáncer. Participa en manifestaciones contra el Brexit

## Discografía
- Frank Bridge Orchestral Songs Chandos, 2005
- Edward Elgar: Simon Wright The Music Makers / Sea Pictures Naxos 8.557710
- Edward Elgar: The Very Best of Elgar 8.552133-34
- Handel: Giulio Cesare (Glyndebourne, 2005) OA0950D (DVD) Opus Arte, 2006
- Handel: Heroes and Heroines –Harry Christophers
- Handel: Solomon
- Gustav Mahler Des Knaben Wunderhorn – OCE / Herreweghe Harmonia Mundi, 2006
- Gustav Mahler Das Lied von der Erde - London Philharmonic Orchestra / Yannick Nézet-Séguin
- Gustav Mahler Das Lied von der Erde - Vladimir Jurowski
- Felix Mendelssohn: Songs and Duets Vol. 3 Hyperion, 2004
- Wolfgang Amadeus Mozart – Große Messe and Haydn – Scena di Berenice – Gabrieli Consort / McCreesh DG, 2006
- Arnold Schoenberg: BBC Voices - Blood Red Carnations: Songs by Arnold Schoenberg Black Box, 2002
- John Tavener: Children of Men
- The Exquisite Hour – Recital Disc: Songs by Brahms, Britten, Hahn, Haydn  Signum Classics, 2006[13]
- Robert Schumann: Songs of Love and Loss - Chandos, 2008
- Erich Korngold Sonett für Wien: Songs of Erich Korngold Sarah Connolly (mezzo-soprano), Signum Classics SIGCD160

## Papeles en ópera

### Royal Opera House
George Enescu
- Œdipe (Jocaste)

Henry Purcell
- Dido and Aeneas (Dido)

Richard Wagner
- Das Rheingold (Fricka)
- Die Walküre (Fricka)
- Tristan und Isolde (Brangäne)

### Welsh National Opera
Richard Strauss
- Ariadne auf Naxos (Der Komponist)

### Opera North
Gaetano Donizetti
- Maria Stuarda (Maria)

Vincenzo Bellini
- I Capuleti e i Montecchi (Romeo)

### English National Opera
Vincenzo Bellini
- I Capuleti e i Montecchi (Romeo)

Alban Berg
- Lulu (Geschwitz)

Hector Berlioz
- Les Troyens (Dido)

Benjamin Britten
- The Rape of Lucretia (Lucretia)

Marc-Antoine Charpentier
- Medea (Medea)

George Frideric Handel
- Alcina (Ruggiero)
- Agrippina (Agrippina)
- Ariodante (Ariodante)
- Semele (Ino)
- Serse (Serse)

Claudio Monteverdi
- L'incoronazione di Poppea (Empress Ottavia)

Wolfgang Amadeus Mozart
- La clemenza di Tito (Sesto)

Henry Purcell
- Dido and Aeneas (Dido)

Richard Strauss
- Der Rosenkavalier (Octavian)

Mark-Anthony Turnage
- The Silver Tassie (Susie)

### Scottish Opera
- Richard Strauss: Der Rosenkavalier (Octavian)

### Glyndebourne Festival Opera
- George Frideric Handel: Giulio Cesare (Giulio Cesare)
- Johann Sebastian Bach: St. Matthew Passion
- Richard Wagner: Tristan und Isolde (Brangäne)
- Rameau: Hippolyte et Aricie (Phèdre)
- Brett Dean: Hamlet (Gertrude)

### Opéra National de Paris
- Handel: Giulio Cesare (Sesto)
- Rameau: Hippolyte et Aricie (Phèdre)

### La Scala, Milan
- Henry Purcell: Dido and Aeneas (Dido)

### Maggio Musicale, Florence
- Claudio Monteverdi: L'incoronazione di Poppea (Nerone)

### La Monnaie, Brussels
- Henry Purcell: Dido and Aeneas (Dido)

### De Nederlandse Opera
Handel
- Giulio Cesare (Giulio Cesare)
- Ariodante (Ariodante)

### Liceu, Barcelona
Monteverdi
- L'incoronazione di Poppea (Nerone)

Handel
- Agrippina (Agrippina)

Wagner
- Tristan und Isolde (Brangäne)

### Festival d'Aix-en-Provence
Mozart
- La Clemenza di Tito (Sesto)

Handel
- Ariodante (Ariodante)

### Bavarian State Opera, Munich
- Britten: Rape of Lucretia (Lucretia)
- Gluck: Orfeo ed Euridice (Orfeo)

### Bayreuth Festival
Richard Wagner
- Das Rheingold (Fricka)
- Die Walküre (Fricka)

### Festspielhaus Baden-Baden
Richard Wagner
- Tristan und Isolde (Brangäne)

### Viena Opera
George Frideric Handel
- Ariodante (Ariodante)

### Estados Unidos
New York City Opera
- Vincenzo Bellini: I Capuleti e i Montecchi (Romeo)
- George Frideric Handel: Ariodante (Ariodante)
- George Frideric Handel: Xerxes (Xerxes)

Metropolitan Opera
- Wolfgang Amadeus Mozart: La clemenza di Tito (Annio)
- Richard Strauss: Ariadne auf Naxos (The Composer)
- Richard Strauss: Capriccio (Clairon)

San Francisco Opera
- George Frideric Handel: Semele (Ino y Juno)